# Паранапанема
Паранапанема (порт. Paranapanema) — муниципалитет в Бразилии, входит в штат Сан-Паулу. Составная часть мезорегиона Бауру. Входит в экономико-статистический микрорегион Аваре. Население составляет 17 516 человек на 2006 год. Занимает площадь 1 019,841 км². Плотность населения — 17,2 чел./км².
Праздник города — 20 апреля.

## История
Город основан 20 апреля 1859 года.

## Статистика
- Валовой внутренний продукт на 2003 год составляет 170 718 139,00 реалов (данные: Бразильский институт географии и статистики).
- Валовой внутренний продукт на душу населения на 2003 год составляет 10 286,70 реала (данные: Бразильский институт географии и статистики).
- Индекс развития человеческого потенциала на 2000 год составляет 0,755 (данные: Программа развития ООН).

## География
Климат местности: субтропический. В соответствии с классификацией Кёппена, климат относится к категории Cfb.